# 583 TCN
583 TCN là một năm trong lịch La Mã.